# Амелунг, Фридрих Карлович
Фридрих Карлович Амелунг (нем. Friedrich Ludwig Balthasar Amelung; 11 марта 1842, Дерпт — 8 марта 1909, Рига) — шахматист, шахматный композитор и литератор; один из создателей и руководителей «Прибалтийского шахматного союза» (1898).

## Биография
Внук К. Ф. Амелунга, известного прибалтийского шахматиста XVIII века, игравшего с Г. А. Потёмкиным.
В 1860 — 1877 годах успешно играл с А. Андерсеном, Г. Нейманом, Э. Шалоппом и другими сильными европейскими шахматистами. В 1877 году выиграл матч у А. Ашарина — 5 : 4 (+4, −3, =2), но проиграл Э. Шифферсу — 4 : 8 (+2, −6, =4). С именем Амелунг связано начало шахматной журналистики в Прибалтике: он основал здесь первый шахматный отдел, вёл отделы во многих газетах, издал 8 томов «Бальтише Шахблеттер» (1889—1902). Амелунгу принадлежит заслуга воспитания ряда молодых прибалтийских шахматистов, в частности его учениками были Ашарин и Розенкранц.
Одни из главных его трудов: «Bilder zur baltischen Kulturgeschichte» (1879); «Revaler Altertümer» (1884); «Baltische Kulturstudien» (1885); «Baltischer kulturhistorischer Bilderatlas» (1886).

## Этюды
|   | a | b | c | d | e | f | g | h |   |
| - | --- | --- | --- | --- | --- | --- | --- | --- | - |
| 8 | a8 белая ладья · a6 белый слон · c2 чёрная пешка · d2 чёрный король · a1 белый король · d1 белый конь | a8 белая ладья · a6 белый слон · c2 чёрная пешка · d2 чёрный король · a1 белый король · d1 белый конь | a8 белая ладья · a6 белый слон · c2 чёрная пешка · d2 чёрный король · a1 белый король · d1 белый конь | a8 белая ладья · a6 белый слон · c2 чёрная пешка · d2 чёрный король · a1 белый король · d1 белый конь | a8 белая ладья · a6 белый слон · c2 чёрная пешка · d2 чёрный король · a1 белый король · d1 белый конь | a8 белая ладья · a6 белый слон · c2 чёрная пешка · d2 чёрный король · a1 белый король · d1 белый конь | a8 белая ладья · a6 белый слон · c2 чёрная пешка · d2 чёрный король · a1 белый король · d1 белый конь | a8 белая ладья · a6 белый слон · c2 чёрная пешка · d2 чёрный король · a1 белый король · d1 белый конь | 8 |
| 7 | a8 белая ладья · a6 белый слон · c2 чёрная пешка · d2 чёрный король · a1 белый король · d1 белый конь | a8 белая ладья · a6 белый слон · c2 чёрная пешка · d2 чёрный король · a1 белый король · d1 белый конь | a8 белая ладья · a6 белый слон · c2 чёрная пешка · d2 чёрный король · a1 белый король · d1 белый конь | a8 белая ладья · a6 белый слон · c2 чёрная пешка · d2 чёрный король · a1 белый король · d1 белый конь | a8 белая ладья · a6 белый слон · c2 чёрная пешка · d2 чёрный король · a1 белый король · d1 белый конь | a8 белая ладья · a6 белый слон · c2 чёрная пешка · d2 чёрный король · a1 белый король · d1 белый конь | a8 белая ладья · a6 белый слон · c2 чёрная пешка · d2 чёрный король · a1 белый король · d1 белый конь | a8 белая ладья · a6 белый слон · c2 чёрная пешка · d2 чёрный король · a1 белый король · d1 белый конь | 7 |
| 6 | a8 белая ладья · a6 белый слон · c2 чёрная пешка · d2 чёрный король · a1 белый король · d1 белый конь | a8 белая ладья · a6 белый слон · c2 чёрная пешка · d2 чёрный король · a1 белый король · d1 белый конь | a8 белая ладья · a6 белый слон · c2 чёрная пешка · d2 чёрный король · a1 белый король · d1 белый конь | a8 белая ладья · a6 белый слон · c2 чёрная пешка · d2 чёрный король · a1 белый король · d1 белый конь | a8 белая ладья · a6 белый слон · c2 чёрная пешка · d2 чёрный король · a1 белый король · d1 белый конь | a8 белая ладья · a6 белый слон · c2 чёрная пешка · d2 чёрный король · a1 белый король · d1 белый конь | a8 белая ладья · a6 белый слон · c2 чёрная пешка · d2 чёрный король · a1 белый король · d1 белый конь | a8 белая ладья · a6 белый слон · c2 чёрная пешка · d2 чёрный король · a1 белый король · d1 белый конь | 6 |
| 5 | a8 белая ладья · a6 белый слон · c2 чёрная пешка · d2 чёрный король · a1 белый король · d1 белый конь | a8 белая ладья · a6 белый слон · c2 чёрная пешка · d2 чёрный король · a1 белый король · d1 белый конь | a8 белая ладья · a6 белый слон · c2 чёрная пешка · d2 чёрный король · a1 белый король · d1 белый конь | a8 белая ладья · a6 белый слон · c2 чёрная пешка · d2 чёрный король · a1 белый король · d1 белый конь | a8 белая ладья · a6 белый слон · c2 чёрная пешка · d2 чёрный король · a1 белый король · d1 белый конь | a8 белая ладья · a6 белый слон · c2 чёрная пешка · d2 чёрный король · a1 белый король · d1 белый конь | a8 белая ладья · a6 белый слон · c2 чёрная пешка · d2 чёрный король · a1 белый король · d1 белый конь | a8 белая ладья · a6 белый слон · c2 чёрная пешка · d2 чёрный король · a1 белый король · d1 белый конь | 5 |
| 4 | a8 белая ладья · a6 белый слон · c2 чёрная пешка · d2 чёрный король · a1 белый король · d1 белый конь | a8 белая ладья · a6 белый слон · c2 чёрная пешка · d2 чёрный король · a1 белый король · d1 белый конь | a8 белая ладья · a6 белый слон · c2 чёрная пешка · d2 чёрный король · a1 белый король · d1 белый конь | a8 белая ладья · a6 белый слон · c2 чёрная пешка · d2 чёрный король · a1 белый король · d1 белый конь | a8 белая ладья · a6 белый слон · c2 чёрная пешка · d2 чёрный король · a1 белый король · d1 белый конь | a8 белая ладья · a6 белый слон · c2 чёрная пешка · d2 чёрный король · a1 белый король · d1 белый конь | a8 белая ладья · a6 белый слон · c2 чёрная пешка · d2 чёрный король · a1 белый король · d1 белый конь | a8 белая ладья · a6 белый слон · c2 чёрная пешка · d2 чёрный король · a1 белый король · d1 белый конь | 4 |
| 3 | a8 белая ладья · a6 белый слон · c2 чёрная пешка · d2 чёрный король · a1 белый король · d1 белый конь | a8 белая ладья · a6 белый слон · c2 чёрная пешка · d2 чёрный король · a1 белый король · d1 белый конь | a8 белая ладья · a6 белый слон · c2 чёрная пешка · d2 чёрный король · a1 белый король · d1 белый конь | a8 белая ладья · a6 белый слон · c2 чёрная пешка · d2 чёрный король · a1 белый король · d1 белый конь | a8 белая ладья · a6 белый слон · c2 чёрная пешка · d2 чёрный король · a1 белый король · d1 белый конь | a8 белая ладья · a6 белый слон · c2 чёрная пешка · d2 чёрный король · a1 белый король · d1 белый конь | a8 белая ладья · a6 белый слон · c2 чёрная пешка · d2 чёрный король · a1 белый король · d1 белый конь | a8 белая ладья · a6 белый слон · c2 чёрная пешка · d2 чёрный король · a1 белый король · d1 белый конь | 3 |
| 2 | a8 белая ладья · a6 белый слон · c2 чёрная пешка · d2 чёрный король · a1 белый король · d1 белый конь | a8 белая ладья · a6 белый слон · c2 чёрная пешка · d2 чёрный король · a1 белый король · d1 белый конь | a8 белая ладья · a6 белый слон · c2 чёрная пешка · d2 чёрный король · a1 белый король · d1 белый конь | a8 белая ладья · a6 белый слон · c2 чёрная пешка · d2 чёрный король · a1 белый король · d1 белый конь | a8 белая ладья · a6 белый слон · c2 чёрная пешка · d2 чёрный король · a1 белый король · d1 белый конь | a8 белая ладья · a6 белый слон · c2 чёрная пешка · d2 чёрный король · a1 белый король · d1 белый конь | a8 белая ладья · a6 белый слон · c2 чёрная пешка · d2 чёрный король · a1 белый король · d1 белый конь | a8 белая ладья · a6 белый слон · c2 чёрная пешка · d2 чёрный король · a1 белый король · d1 белый конь | 2 |
| 1 | a8 белая ладья · a6 белый слон · c2 чёрная пешка · d2 чёрный король · a1 белый король · d1 белый конь | a8 белая ладья · a6 белый слон · c2 чёрная пешка · d2 чёрный король · a1 белый король · d1 белый конь | a8 белая ладья · a6 белый слон · c2 чёрная пешка · d2 чёрный король · a1 белый король · d1 белый конь | a8 белая ладья · a6 белый слон · c2 чёрная пешка · d2 чёрный король · a1 белый король · d1 белый конь | a8 белая ладья · a6 белый слон · c2 чёрная пешка · d2 чёрный король · a1 белый король · d1 белый конь | a8 белая ладья · a6 белый слон · c2 чёрная пешка · d2 чёрный король · a1 белый король · d1 белый конь | a8 белая ладья · a6 белый слон · c2 чёрная пешка · d2 чёрный король · a1 белый король · d1 белый конь | a8 белая ладья · a6 белый слон · c2 чёрная пешка · d2 чёрный король · a1 белый король · d1 белый конь | 1 |
|   | a | b | c | d | e | f | g | h |   |

|   | a | b | c | d | e | f | g | h |   |
| - | --- | --- | --- | --- | --- | --- | --- | --- | - |
| 8 | e8 чёрный конь · h8 чёрный ферзь · b7 чёрная пешка · d7 чёрный король · g7 чёрный слон · b6 белая ладья · e6 белый конь · g4 белый слон · g3 белая пешка · g2 белый король | e8 чёрный конь · h8 чёрный ферзь · b7 чёрная пешка · d7 чёрный король · g7 чёрный слон · b6 белая ладья · e6 белый конь · g4 белый слон · g3 белая пешка · g2 белый король | e8 чёрный конь · h8 чёрный ферзь · b7 чёрная пешка · d7 чёрный король · g7 чёрный слон · b6 белая ладья · e6 белый конь · g4 белый слон · g3 белая пешка · g2 белый король | e8 чёрный конь · h8 чёрный ферзь · b7 чёрная пешка · d7 чёрный король · g7 чёрный слон · b6 белая ладья · e6 белый конь · g4 белый слон · g3 белая пешка · g2 белый король | e8 чёрный конь · h8 чёрный ферзь · b7 чёрная пешка · d7 чёрный король · g7 чёрный слон · b6 белая ладья · e6 белый конь · g4 белый слон · g3 белая пешка · g2 белый король | e8 чёрный конь · h8 чёрный ферзь · b7 чёрная пешка · d7 чёрный король · g7 чёрный слон · b6 белая ладья · e6 белый конь · g4 белый слон · g3 белая пешка · g2 белый король | e8 чёрный конь · h8 чёрный ферзь · b7 чёрная пешка · d7 чёрный король · g7 чёрный слон · b6 белая ладья · e6 белый конь · g4 белый слон · g3 белая пешка · g2 белый король | e8 чёрный конь · h8 чёрный ферзь · b7 чёрная пешка · d7 чёрный король · g7 чёрный слон · b6 белая ладья · e6 белый конь · g4 белый слон · g3 белая пешка · g2 белый король | 8 |
| 7 | e8 чёрный конь · h8 чёрный ферзь · b7 чёрная пешка · d7 чёрный король · g7 чёрный слон · b6 белая ладья · e6 белый конь · g4 белый слон · g3 белая пешка · g2 белый король | e8 чёрный конь · h8 чёрный ферзь · b7 чёрная пешка · d7 чёрный король · g7 чёрный слон · b6 белая ладья · e6 белый конь · g4 белый слон · g3 белая пешка · g2 белый король | e8 чёрный конь · h8 чёрный ферзь · b7 чёрная пешка · d7 чёрный король · g7 чёрный слон · b6 белая ладья · e6 белый конь · g4 белый слон · g3 белая пешка · g2 белый король | e8 чёрный конь · h8 чёрный ферзь · b7 чёрная пешка · d7 чёрный король · g7 чёрный слон · b6 белая ладья · e6 белый конь · g4 белый слон · g3 белая пешка · g2 белый король | e8 чёрный конь · h8 чёрный ферзь · b7 чёрная пешка · d7 чёрный король · g7 чёрный слон · b6 белая ладья · e6 белый конь · g4 белый слон · g3 белая пешка · g2 белый король | e8 чёрный конь · h8 чёрный ферзь · b7 чёрная пешка · d7 чёрный король · g7 чёрный слон · b6 белая ладья · e6 белый конь · g4 белый слон · g3 белая пешка · g2 белый король | e8 чёрный конь · h8 чёрный ферзь · b7 чёрная пешка · d7 чёрный король · g7 чёрный слон · b6 белая ладья · e6 белый конь · g4 белый слон · g3 белая пешка · g2 белый король | e8 чёрный конь · h8 чёрный ферзь · b7 чёрная пешка · d7 чёрный король · g7 чёрный слон · b6 белая ладья · e6 белый конь · g4 белый слон · g3 белая пешка · g2 белый король | 7 |
| 6 | e8 чёрный конь · h8 чёрный ферзь · b7 чёрная пешка · d7 чёрный король · g7 чёрный слон · b6 белая ладья · e6 белый конь · g4 белый слон · g3 белая пешка · g2 белый король | e8 чёрный конь · h8 чёрный ферзь · b7 чёрная пешка · d7 чёрный король · g7 чёрный слон · b6 белая ладья · e6 белый конь · g4 белый слон · g3 белая пешка · g2 белый король | e8 чёрный конь · h8 чёрный ферзь · b7 чёрная пешка · d7 чёрный король · g7 чёрный слон · b6 белая ладья · e6 белый конь · g4 белый слон · g3 белая пешка · g2 белый король | e8 чёрный конь · h8 чёрный ферзь · b7 чёрная пешка · d7 чёрный король · g7 чёрный слон · b6 белая ладья · e6 белый конь · g4 белый слон · g3 белая пешка · g2 белый король | e8 чёрный конь · h8 чёрный ферзь · b7 чёрная пешка · d7 чёрный король · g7 чёрный слон · b6 белая ладья · e6 белый конь · g4 белый слон · g3 белая пешка · g2 белый король | e8 чёрный конь · h8 чёрный ферзь · b7 чёрная пешка · d7 чёрный король · g7 чёрный слон · b6 белая ладья · e6 белый конь · g4 белый слон · g3 белая пешка · g2 белый король | e8 чёрный конь · h8 чёрный ферзь · b7 чёрная пешка · d7 чёрный король · g7 чёрный слон · b6 белая ладья · e6 белый конь · g4 белый слон · g3 белая пешка · g2 белый король | e8 чёрный конь · h8 чёрный ферзь · b7 чёрная пешка · d7 чёрный король · g7 чёрный слон · b6 белая ладья · e6 белый конь · g4 белый слон · g3 белая пешка · g2 белый король | 6 |
| 5 | e8 чёрный конь · h8 чёрный ферзь · b7 чёрная пешка · d7 чёрный король · g7 чёрный слон · b6 белая ладья · e6 белый конь · g4 белый слон · g3 белая пешка · g2 белый король | e8 чёрный конь · h8 чёрный ферзь · b7 чёрная пешка · d7 чёрный король · g7 чёрный слон · b6 белая ладья · e6 белый конь · g4 белый слон · g3 белая пешка · g2 белый король | e8 чёрный конь · h8 чёрный ферзь · b7 чёрная пешка · d7 чёрный король · g7 чёрный слон · b6 белая ладья · e6 белый конь · g4 белый слон · g3 белая пешка · g2 белый король | e8 чёрный конь · h8 чёрный ферзь · b7 чёрная пешка · d7 чёрный король · g7 чёрный слон · b6 белая ладья · e6 белый конь · g4 белый слон · g3 белая пешка · g2 белый король | e8 чёрный конь · h8 чёрный ферзь · b7 чёрная пешка · d7 чёрный король · g7 чёрный слон · b6 белая ладья · e6 белый конь · g4 белый слон · g3 белая пешка · g2 белый король | e8 чёрный конь · h8 чёрный ферзь · b7 чёрная пешка · d7 чёрный король · g7 чёрный слон · b6 белая ладья · e6 белый конь · g4 белый слон · g3 белая пешка · g2 белый король | e8 чёрный конь · h8 чёрный ферзь · b7 чёрная пешка · d7 чёрный король · g7 чёрный слон · b6 белая ладья · e6 белый конь · g4 белый слон · g3 белая пешка · g2 белый король | e8 чёрный конь · h8 чёрный ферзь · b7 чёрная пешка · d7 чёрный король · g7 чёрный слон · b6 белая ладья · e6 белый конь · g4 белый слон · g3 белая пешка · g2 белый король | 5 |
| 4 | e8 чёрный конь · h8 чёрный ферзь · b7 чёрная пешка · d7 чёрный король · g7 чёрный слон · b6 белая ладья · e6 белый конь · g4 белый слон · g3 белая пешка · g2 белый король | e8 чёрный конь · h8 чёрный ферзь · b7 чёрная пешка · d7 чёрный король · g7 чёрный слон · b6 белая ладья · e6 белый конь · g4 белый слон · g3 белая пешка · g2 белый король | e8 чёрный конь · h8 чёрный ферзь · b7 чёрная пешка · d7 чёрный король · g7 чёрный слон · b6 белая ладья · e6 белый конь · g4 белый слон · g3 белая пешка · g2 белый король | e8 чёрный конь · h8 чёрный ферзь · b7 чёрная пешка · d7 чёрный король · g7 чёрный слон · b6 белая ладья · e6 белый конь · g4 белый слон · g3 белая пешка · g2 белый король | e8 чёрный конь · h8 чёрный ферзь · b7 чёрная пешка · d7 чёрный король · g7 чёрный слон · b6 белая ладья · e6 белый конь · g4 белый слон · g3 белая пешка · g2 белый король | e8 чёрный конь · h8 чёрный ферзь · b7 чёрная пешка · d7 чёрный король · g7 чёрный слон · b6 белая ладья · e6 белый конь · g4 белый слон · g3 белая пешка · g2 белый король | e8 чёрный конь · h8 чёрный ферзь · b7 чёрная пешка · d7 чёрный король · g7 чёрный слон · b6 белая ладья · e6 белый конь · g4 белый слон · g3 белая пешка · g2 белый король | e8 чёрный конь · h8 чёрный ферзь · b7 чёрная пешка · d7 чёрный король · g7 чёрный слон · b6 белая ладья · e6 белый конь · g4 белый слон · g3 белая пешка · g2 белый король | 4 |
| 3 | e8 чёрный конь · h8 чёрный ферзь · b7 чёрная пешка · d7 чёрный король · g7 чёрный слон · b6 белая ладья · e6 белый конь · g4 белый слон · g3 белая пешка · g2 белый король | e8 чёрный конь · h8 чёрный ферзь · b7 чёрная пешка · d7 чёрный король · g7 чёрный слон · b6 белая ладья · e6 белый конь · g4 белый слон · g3 белая пешка · g2 белый король | e8 чёрный конь · h8 чёрный ферзь · b7 чёрная пешка · d7 чёрный король · g7 чёрный слон · b6 белая ладья · e6 белый конь · g4 белый слон · g3 белая пешка · g2 белый король | e8 чёрный конь · h8 чёрный ферзь · b7 чёрная пешка · d7 чёрный король · g7 чёрный слон · b6 белая ладья · e6 белый конь · g4 белый слон · g3 белая пешка · g2 белый король | e8 чёрный конь · h8 чёрный ферзь · b7 чёрная пешка · d7 чёрный король · g7 чёрный слон · b6 белая ладья · e6 белый конь · g4 белый слон · g3 белая пешка · g2 белый король | e8 чёрный конь · h8 чёрный ферзь · b7 чёрная пешка · d7 чёрный король · g7 чёрный слон · b6 белая ладья · e6 белый конь · g4 белый слон · g3 белая пешка · g2 белый король | e8 чёрный конь · h8 чёрный ферзь · b7 чёрная пешка · d7 чёрный король · g7 чёрный слон · b6 белая ладья · e6 белый конь · g4 белый слон · g3 белая пешка · g2 белый король | e8 чёрный конь · h8 чёрный ферзь · b7 чёрная пешка · d7 чёрный король · g7 чёрный слон · b6 белая ладья · e6 белый конь · g4 белый слон · g3 белая пешка · g2 белый король | 3 |
| 2 | e8 чёрный конь · h8 чёрный ферзь · b7 чёрная пешка · d7 чёрный король · g7 чёрный слон · b6 белая ладья · e6 белый конь · g4 белый слон · g3 белая пешка · g2 белый король | e8 чёрный конь · h8 чёрный ферзь · b7 чёрная пешка · d7 чёрный король · g7 чёрный слон · b6 белая ладья · e6 белый конь · g4 белый слон · g3 белая пешка · g2 белый король | e8 чёрный конь · h8 чёрный ферзь · b7 чёрная пешка · d7 чёрный король · g7 чёрный слон · b6 белая ладья · e6 белый конь · g4 белый слон · g3 белая пешка · g2 белый король | e8 чёрный конь · h8 чёрный ферзь · b7 чёрная пешка · d7 чёрный король · g7 чёрный слон · b6 белая ладья · e6 белый конь · g4 белый слон · g3 белая пешка · g2 белый король | e8 чёрный конь · h8 чёрный ферзь · b7 чёрная пешка · d7 чёрный король · g7 чёрный слон · b6 белая ладья · e6 белый конь · g4 белый слон · g3 белая пешка · g2 белый король | e8 чёрный конь · h8 чёрный ферзь · b7 чёрная пешка · d7 чёрный король · g7 чёрный слон · b6 белая ладья · e6 белый конь · g4 белый слон · g3 белая пешка · g2 белый король | e8 чёрный конь · h8 чёрный ферзь · b7 чёрная пешка · d7 чёрный король · g7 чёрный слон · b6 белая ладья · e6 белый конь · g4 белый слон · g3 белая пешка · g2 белый король | e8 чёрный конь · h8 чёрный ферзь · b7 чёрная пешка · d7 чёрный король · g7 чёрный слон · b6 белая ладья · e6 белый конь · g4 белый слон · g3 белая пешка · g2 белый король | 2 |
| 1 | e8 чёрный конь · h8 чёрный ферзь · b7 чёрная пешка · d7 чёрный король · g7 чёрный слон · b6 белая ладья · e6 белый конь · g4 белый слон · g3 белая пешка · g2 белый король | e8 чёрный конь · h8 чёрный ферзь · b7 чёрная пешка · d7 чёрный король · g7 чёрный слон · b6 белая ладья · e6 белый конь · g4 белый слон · g3 белая пешка · g2 белый король | e8 чёрный конь · h8 чёрный ферзь · b7 чёрная пешка · d7 чёрный король · g7 чёрный слон · b6 белая ладья · e6 белый конь · g4 белый слон · g3 белая пешка · g2 белый король | e8 чёрный конь · h8 чёрный ферзь · b7 чёрная пешка · d7 чёрный король · g7 чёрный слон · b6 белая ладья · e6 белый конь · g4 белый слон · g3 белая пешка · g2 белый король | e8 чёрный конь · h8 чёрный ферзь · b7 чёрная пешка · d7 чёрный король · g7 чёрный слон · b6 белая ладья · e6 белый конь · g4 белый слон · g3 белая пешка · g2 белый король | e8 чёрный конь · h8 чёрный ферзь · b7 чёрная пешка · d7 чёрный король · g7 чёрный слон · b6 белая ладья · e6 белый конь · g4 белый слон · g3 белая пешка · g2 белый король | e8 чёрный конь · h8 чёрный ферзь · b7 чёрная пешка · d7 чёрный король · g7 чёрный слон · b6 белая ладья · e6 белый конь · g4 белый слон · g3 белая пешка · g2 белый король | e8 чёрный конь · h8 чёрный ферзь · b7 чёрная пешка · d7 чёрный король · g7 чёрный слон · b6 белая ладья · e6 белый конь · g4 белый слон · g3 белая пешка · g2 белый король | 1 |
|   | a | b | c | d | e | f | g | h |   |

|   | a | b | c | d | e | f | g | h |   |
| - | --- | --- | --- | --- | --- | --- | --- | --- | - |
| 8 | e8 белый король · f6 чёрный король · h6 белая пешка · a5 чёрный слон · a4 белая ладья · b3 чёрный конь · a1 чёрный конь | e8 белый король · f6 чёрный король · h6 белая пешка · a5 чёрный слон · a4 белая ладья · b3 чёрный конь · a1 чёрный конь | e8 белый король · f6 чёрный король · h6 белая пешка · a5 чёрный слон · a4 белая ладья · b3 чёрный конь · a1 чёрный конь | e8 белый король · f6 чёрный король · h6 белая пешка · a5 чёрный слон · a4 белая ладья · b3 чёрный конь · a1 чёрный конь | e8 белый король · f6 чёрный король · h6 белая пешка · a5 чёрный слон · a4 белая ладья · b3 чёрный конь · a1 чёрный конь | e8 белый король · f6 чёрный король · h6 белая пешка · a5 чёрный слон · a4 белая ладья · b3 чёрный конь · a1 чёрный конь | e8 белый король · f6 чёрный король · h6 белая пешка · a5 чёрный слон · a4 белая ладья · b3 чёрный конь · a1 чёрный конь | e8 белый король · f6 чёрный король · h6 белая пешка · a5 чёрный слон · a4 белая ладья · b3 чёрный конь · a1 чёрный конь | 8 |
| 7 | e8 белый король · f6 чёрный король · h6 белая пешка · a5 чёрный слон · a4 белая ладья · b3 чёрный конь · a1 чёрный конь | e8 белый король · f6 чёрный король · h6 белая пешка · a5 чёрный слон · a4 белая ладья · b3 чёрный конь · a1 чёрный конь | e8 белый король · f6 чёрный король · h6 белая пешка · a5 чёрный слон · a4 белая ладья · b3 чёрный конь · a1 чёрный конь | e8 белый король · f6 чёрный король · h6 белая пешка · a5 чёрный слон · a4 белая ладья · b3 чёрный конь · a1 чёрный конь | e8 белый король · f6 чёрный король · h6 белая пешка · a5 чёрный слон · a4 белая ладья · b3 чёрный конь · a1 чёрный конь | e8 белый король · f6 чёрный король · h6 белая пешка · a5 чёрный слон · a4 белая ладья · b3 чёрный конь · a1 чёрный конь | e8 белый король · f6 чёрный король · h6 белая пешка · a5 чёрный слон · a4 белая ладья · b3 чёрный конь · a1 чёрный конь | e8 белый король · f6 чёрный король · h6 белая пешка · a5 чёрный слон · a4 белая ладья · b3 чёрный конь · a1 чёрный конь | 7 |
| 6 | e8 белый король · f6 чёрный король · h6 белая пешка · a5 чёрный слон · a4 белая ладья · b3 чёрный конь · a1 чёрный конь | e8 белый король · f6 чёрный король · h6 белая пешка · a5 чёрный слон · a4 белая ладья · b3 чёрный конь · a1 чёрный конь | e8 белый король · f6 чёрный король · h6 белая пешка · a5 чёрный слон · a4 белая ладья · b3 чёрный конь · a1 чёрный конь | e8 белый король · f6 чёрный король · h6 белая пешка · a5 чёрный слон · a4 белая ладья · b3 чёрный конь · a1 чёрный конь | e8 белый король · f6 чёрный король · h6 белая пешка · a5 чёрный слон · a4 белая ладья · b3 чёрный конь · a1 чёрный конь | e8 белый король · f6 чёрный король · h6 белая пешка · a5 чёрный слон · a4 белая ладья · b3 чёрный конь · a1 чёрный конь | e8 белый король · f6 чёрный король · h6 белая пешка · a5 чёрный слон · a4 белая ладья · b3 чёрный конь · a1 чёрный конь | e8 белый король · f6 чёрный король · h6 белая пешка · a5 чёрный слон · a4 белая ладья · b3 чёрный конь · a1 чёрный конь | 6 |
| 5 | e8 белый король · f6 чёрный король · h6 белая пешка · a5 чёрный слон · a4 белая ладья · b3 чёрный конь · a1 чёрный конь | e8 белый король · f6 чёрный король · h6 белая пешка · a5 чёрный слон · a4 белая ладья · b3 чёрный конь · a1 чёрный конь | e8 белый король · f6 чёрный король · h6 белая пешка · a5 чёрный слон · a4 белая ладья · b3 чёрный конь · a1 чёрный конь | e8 белый король · f6 чёрный король · h6 белая пешка · a5 чёрный слон · a4 белая ладья · b3 чёрный конь · a1 чёрный конь | e8 белый король · f6 чёрный король · h6 белая пешка · a5 чёрный слон · a4 белая ладья · b3 чёрный конь · a1 чёрный конь | e8 белый король · f6 чёрный король · h6 белая пешка · a5 чёрный слон · a4 белая ладья · b3 чёрный конь · a1 чёрный конь | e8 белый король · f6 чёрный король · h6 белая пешка · a5 чёрный слон · a4 белая ладья · b3 чёрный конь · a1 чёрный конь | e8 белый король · f6 чёрный король · h6 белая пешка · a5 чёрный слон · a4 белая ладья · b3 чёрный конь · a1 чёрный конь | 5 |
| 4 | e8 белый король · f6 чёрный король · h6 белая пешка · a5 чёрный слон · a4 белая ладья · b3 чёрный конь · a1 чёрный конь | e8 белый король · f6 чёрный король · h6 белая пешка · a5 чёрный слон · a4 белая ладья · b3 чёрный конь · a1 чёрный конь | e8 белый король · f6 чёрный король · h6 белая пешка · a5 чёрный слон · a4 белая ладья · b3 чёрный конь · a1 чёрный конь | e8 белый король · f6 чёрный король · h6 белая пешка · a5 чёрный слон · a4 белая ладья · b3 чёрный конь · a1 чёрный конь | e8 белый король · f6 чёрный король · h6 белая пешка · a5 чёрный слон · a4 белая ладья · b3 чёрный конь · a1 чёрный конь | e8 белый король · f6 чёрный король · h6 белая пешка · a5 чёрный слон · a4 белая ладья · b3 чёрный конь · a1 чёрный конь | e8 белый король · f6 чёрный король · h6 белая пешка · a5 чёрный слон · a4 белая ладья · b3 чёрный конь · a1 чёрный конь | e8 белый король · f6 чёрный король · h6 белая пешка · a5 чёрный слон · a4 белая ладья · b3 чёрный конь · a1 чёрный конь | 4 |
| 3 | e8 белый король · f6 чёрный король · h6 белая пешка · a5 чёрный слон · a4 белая ладья · b3 чёрный конь · a1 чёрный конь | e8 белый король · f6 чёрный король · h6 белая пешка · a5 чёрный слон · a4 белая ладья · b3 чёрный конь · a1 чёрный конь | e8 белый король · f6 чёрный король · h6 белая пешка · a5 чёрный слон · a4 белая ладья · b3 чёрный конь · a1 чёрный конь | e8 белый король · f6 чёрный король · h6 белая пешка · a5 чёрный слон · a4 белая ладья · b3 чёрный конь · a1 чёрный конь | e8 белый король · f6 чёрный король · h6 белая пешка · a5 чёрный слон · a4 белая ладья · b3 чёрный конь · a1 чёрный конь | e8 белый король · f6 чёрный король · h6 белая пешка · a5 чёрный слон · a4 белая ладья · b3 чёрный конь · a1 чёрный конь | e8 белый король · f6 чёрный король · h6 белая пешка · a5 чёрный слон · a4 белая ладья · b3 чёрный конь · a1 чёрный конь | e8 белый король · f6 чёрный король · h6 белая пешка · a5 чёрный слон · a4 белая ладья · b3 чёрный конь · a1 чёрный конь | 3 |
| 2 | e8 белый король · f6 чёрный король · h6 белая пешка · a5 чёрный слон · a4 белая ладья · b3 чёрный конь · a1 чёрный конь | e8 белый король · f6 чёрный король · h6 белая пешка · a5 чёрный слон · a4 белая ладья · b3 чёрный конь · a1 чёрный конь | e8 белый король · f6 чёрный король · h6 белая пешка · a5 чёрный слон · a4 белая ладья · b3 чёрный конь · a1 чёрный конь | e8 белый король · f6 чёрный король · h6 белая пешка · a5 чёрный слон · a4 белая ладья · b3 чёрный конь · a1 чёрный конь | e8 белый король · f6 чёрный король · h6 белая пешка · a5 чёрный слон · a4 белая ладья · b3 чёрный конь · a1 чёрный конь | e8 белый король · f6 чёрный король · h6 белая пешка · a5 чёрный слон · a4 белая ладья · b3 чёрный конь · a1 чёрный конь | e8 белый король · f6 чёрный король · h6 белая пешка · a5 чёрный слон · a4 белая ладья · b3 чёрный конь · a1 чёрный конь | e8 белый король · f6 чёрный король · h6 белая пешка · a5 чёрный слон · a4 белая ладья · b3 чёрный конь · a1 чёрный конь | 2 |
| 1 | e8 белый король · f6 чёрный король · h6 белая пешка · a5 чёрный слон · a4 белая ладья · b3 чёрный конь · a1 чёрный конь | e8 белый король · f6 чёрный король · h6 белая пешка · a5 чёрный слон · a4 белая ладья · b3 чёрный конь · a1 чёрный конь | e8 белый король · f6 чёрный король · h6 белая пешка · a5 чёрный слон · a4 белая ладья · b3 чёрный конь · a1 чёрный конь | e8 белый король · f6 чёрный король · h6 белая пешка · a5 чёрный слон · a4 белая ладья · b3 чёрный конь · a1 чёрный конь | e8 белый король · f6 чёрный король · h6 белая пешка · a5 чёрный слон · a4 белая ладья · b3 чёрный конь · a1 чёрный конь | e8 белый король · f6 чёрный король · h6 белая пешка · a5 чёрный слон · a4 белая ладья · b3 чёрный конь · a1 чёрный конь | e8 белый король · f6 чёрный король · h6 белая пешка · a5 чёрный слон · a4 белая ладья · b3 чёрный конь · a1 чёрный конь | e8 белый король · f6 чёрный король · h6 белая пешка · a5 чёрный слон · a4 белая ладья · b3 чёрный конь · a1 чёрный конь | 1 |
|   | a | b | c | d | e | f | g | h |   |

## Книги
- Dreissig Revaler Schachpartien. Baltisches Schachalbum, Reval, 1883.